# Daniel Napp
Daniel Napp (* 19. Juni 1974 in Nastätten, Rheinland-Pfalz) ist ein deutscher Kinderbuchautor und Illustrator.

## Leben
Daniel Napp studierte 1996 bis 2002 Design mit dem Schwerpunkt Illustration an der Fachhochschule Münster. Seit 2006 arbeitet er in der Ateliergemeinschaft Hafenstraße, Münster, und ist seit 2015 Dozent für Aquarelltechnik an der FH Münster.
Bisher illustrierte oder veröffentlichte er weit über 100 Bücher, die in den Verlagen Thienemann, Sauerländer, Oetinger, Carlsen, Beltz & Gelberg und Gerstenberg erschienen.
Am Beginn der Tätigkeit im Bereich der Kinderliteratur stand die Kinderbuchreihe Dr. Brumm, deren erstes Buch (Dr. Brumm versteht das nicht) seine Diplomarbeit war. Zu den Büchern vom Igel Latte schreibt der finnische Autor Sebastian Lybeck den Text. Bekannt wurde er außerdem auch durch die Illustration von Geschichten des  Kinderbuchautors Otfried Preußler (z. B. Der kleine Wassermann).
Daniel Napp lebt und arbeitet in Münster.

## Auszeichnungen
- Bologna Illustrators Exhibition, ausgewählt 1999, 2001, 2003, 2009
- Heidelberger Leander 2014
- Paderborner Hase 2008 für Schnüffelnasen an Bord
- Eule des Monats 01/2008 für Dr. Brumm will‘s wissen
- Erstlesebuch des Monats 10/2009 (Borromäusverein) für Dr. Brumm gibt Gas
- Kinderbuch-Couch-Star 08/2006 für Geschichten von Drache und Bär (Illustration)
- Auswahlliste Eulenspiegelpreis für  Dr. Brumm steckt fest (2006) und Bauer Beck fährt weg (2002)
- Buch des Monats der Deutschen Akademie für Kinder- und Jugendliteratur (07/2002) für Bauer Beck fährt weg[2]

## Ausstellungen
- 2020: Räuber Hotzenplotz, Krabat und Die kleine Hexe Otfried Preußler – Figurenschöpfer und Geschichtenerzähler Ludwig Galerie Schloss Oberhausen